# James Pantemis
James Pantemis (ur. 21 lutego 1997 w Montrealu) – kanadyjski piłkarz pochodzenia greckiego występujący na pozycji bramkarza, od 2024 zawodnik amerykańskiego Portland Timbers.